# Velika gospodarska kriza
Velika gospodarska kriza oz. velika depresija je bilo obdobje vsesvetovne gospodarske recesije, ki se je pričelo 24. oktobra 1929 in končalo v poznih 1930. letih (ponekod v zgodnjih 1940.).Sprožil jo je nenaden zlom Newyorške borze 29. oktobra 1929 (t. i. »črni torek«), ki ga je povzročil splet gospodarskih dejavnikov v zgodnjem 20. stoletju.
To je bila najhujša in najobsežnejša recesija v 20. stoletju, ki jo zgodovinarji še vedno uporabljajo kot zgled za to kako drastično lahko pade svetovna ekonomija. Posledice so čutile praktično vse države, še posebej pa mesta, odvisna od težke industrije, in kmetijska območja zaradi padca cen. V Združenih državah Amerike je depresija sovpadala s serijo peščenih viharjev, t. i. »Dust Bowl«, ki so dodatno prizadeli kmetijstvo osrednjega dela države. Obseg mednarodne trgovine se je zmanjšal za polovico do dve tretjini, prav tako pa tudi osebni dohodki, prihodki od davkov, cene in dobički.
Za pomoč lastnemu gospodarstvu je večina držav sprejela ublažitvene ukrepe. Stanje je sprožilo tudi politične spremembe v nekaterih državah in ponekod so se ljudje obrnili k nacionalističnim demagogom. V Weimarski republiki, ki jo je kriza zelo prizadela, saj so usahnila ameriška posojila za obnovitev gospodarstva, je bil to čas vzpona Adolfa Hitlerja in nacizma, ki je na koncu pripeljal do 2. svetovne vojne.

## Epilog prve svetovne vojne

### Zlata dvajseta leta v ZDA
Prva svetovna vojna je bila mejnik v svetovni zgodovini, saj je prizadela Evropo, ki je bila do izbruha vojne gospodarsko najmočnejša celina na svetu. ZDA, ki so se bojevale na tujih tleh so iz vojne izšle kot največja zmagovalka, saj je Evropa za sanacijo škode potrebovala neizmerne količine industrijskega blaga ter hrane, ki je sama ni bila sposobna pridelati. ZDA so tako prvič v zgodovili prevzele vlogo največje gospodarske in politične sile na svetu. Pred vojno so namreč ZDA najemale kredite pri evropskih bankah, s prodajo orožja in materiala antantnim silam med vojno ter posojanjem denarja in prodajo blaga izčrpani Evropi za sanacijo vojne škode, pa se je situacija obrnila. Po vojni so ZDA svoj položaj izrabile za prevzem politične in gospodarske premoči. V smislu gospodarstva so ZDA zasledovale politiko uravnoteženega proračuna in tako omejevale javno kreditiranje tako na mestni, državni ali zvezni ravni. Gospodarstvo je vidno okrevalo po državljanski vojni in se preusmerilo v reforme gospodarstva. Ameriški dolar je prvič v zgodovini postal svetovna valuta, finančni center pa se je iz Londona preselil na newyorški Wall Street.

### Evropska kriza
Medtem, ko so se ZDA vzpenjale na vrh politične in gospodarske moči je Evropa v letih po prvi svetovni vojni doživljala čas politične in gospodarske krize. Nemčija, ki so ji zmagovalke po vojni naložile velike reparacije, se nikakor ni mogla gospodarsko pobrati, Združeno kraljestvo pa se je soočalo z izgubo tržišč ter z začetki osamosvojitvenih teženj njenih kolonij in dominionov. Evropa se je tako soočala z veliko brezposelnostjo, socialnimi stiskami, političnimi pretresi in družbenimi nemiri, ki so vodili v porast skrajnih političnih gibanj.

## Začetek krize
Kriza se je začela z recesijo, ki je sledila veliki gospodarski rasti ZDA v letih po prvi svetovni vojni. Velika zadolževanja podjetij in posameznikov so v ZDA izzvala nelikvidnost bank, ki so v poznih dvajsetih letih začele propadati, posledično pa so s tem začela propadati tudi nekatera podjetja. ZDA so pričele uveljavljati Rooseveltovo politiko varovanja konkurence in uničevanja monopolov, a v medvojnem obdobju pride do resnih odstopanj, saj je gospodarska rast prinašala vidne skoke gospodarske rasti v industrijskih središčih. Politika ZDA se je preusmerila v izolacionizem in uvedla tarife za nekatere izdelke iz Evrope. Gospodarska rast se je ustavila, sprememba zakonodaje je pomenila resne skoke tarif, ki so bile tematika zakonodaje tako v Veliki Britaniji, ZDA, Franciji in Nemčiji. Ohromljen bančni trg je zaradi slabih kreditov in posegov v zlate rezerve doživel nenadno bančno krizo, ki se je z zamikom razširila po celotnem svetu. Prvič so cene vrednostnih papirjev padle 21. oktobra 1929., ko pa je zavladala panika, sta sledila dva večja padca, ki sta se zgodila 24. in 29. oktobra 1929.
Sicer resna gospodarska kriza je doživela najbolj resne posledice v Evropi, kjer je razpad finančnega sistema sicer najmanj škodoval Franciji, a bil izrazito škodljiv za Nemčijo, ki se je želela znebiti povojnih reparacij. Ameriške investicije v nemški prostor so bile sprejete z velikim navdušenjem, a na splošno je bilo slabo poskrbljeno za vojne veterane, ki niso našli primernega položaja v družbi tako v ZDA kot v Nemčiji. Napetosti so se stopnjevale in New Deal reforme, kot jih je predstavil Roosevelt, so bili prvi koraki javne potrošnje denarja za pospeševanje industrializacije in so tako sledili reformam tedanje Sovjetske zveze. Mnoge države so nasprotovale javnim investicijah in javnim gradnjam, saj so doživeli resne koruptivne afere v času prohibicije alkohola. Nemčija, ki je odločno in vztrajno prisegala na kulturo pitja alkohola, je bila v veliki meri, podobno kot Francija, neobremenjena z korupcijo s strani prohibicije, a gradi industrijsko družbo na prehajanju delavcev iz vzhoda v organizirano delo sindikatov. Vsaj deloma jim uspeva, a veteranske skupine so glasne in razburjene glede novih ureditev. Tako Franklin Roosevelt doživi glasno protestiranje in grožnje ob svoji izvolitvi s strani veteranov. V Italiji, Avstriji in Nemčiji so veteranske organizacije zelo dobro organizirane in prisotne v javnem življenju. Ko se pričnejo zaostrovati uvozno/izvozne tarife, neuspešni krediti kažejo na neuspešna podjetja, sledi pa velika inflacija in velika brezposelnost pa nizko povpraševanje po mnogih izdelkih. Večina gospodarskih kriz se prične z letom 1931 in so vsaj deloma povezani z visoko količino denarja v teku, a brez projektov, ki bi prinašali dobiček. Tako hrana kot industrija ima presežno ponudbo, alkohol pa ustvarja črn trg neobdavčenega denarja, ki ga centralne banke ne beležijo in tako slabo krotijo inflacijo, ko napade družbo.
Teoretiki sicer menijo, da zakon, ki je uvedel tarife, ni bil ključen za nastanek gospodarske krize, a New Deal je zagotovil mnoge javne investicije in tako umiril napetosti med prebivalstvom. Množična selitev prebivalstva proti Zahodni obali je prav tako pomenila odlične demografske investicije. Leta 1937 je gospodarstvo ZDA bilo praktično v situaciji pred samo krizo leta 1928. Evropa na drugi strani je rešitve našla v zaostrovanju družbenih ureditev, kjer so veteranske organizacije postale del rešitve, gospodarstvo pa je okrepilo industrializacijo z zmanjševanjem konkurence in gradnjo velikih industrijskih obratov. Ker je jeklarstvo gradilo tudi orožno industrijo, sta nastali kar trije konkurenčni jeklarski veleproizvajalci na svetu, ki so obupno potrebovali naročila, da bi pomirili sindikate, da bi zagotovili socialni mir in sestavili predvojno družbo. Morebiti je to uspelo samo ZDA. Ker pred drugo svetovno vojno radio, hladilniki, pralni stroji, avtomobili in cestogradnja mnogim v obširnih proračunskih postavkah niti ni prišla na misel. Celo medvojna ZDA, ki so imele največjo priložnost gradnjo družbe, so večino predsedovanja prisegali na varčnost in preudarnost, kar dva predsednika pa sta utrpela zasebno tragedijo med predsedovanjem in tako bila manj vizionarska v oblikovanju svoje mednarodne politike, ki je v smislu javnega mnenja v vseh družbah hlepela po zaprti družbi in prebolevanju vojne. A Sovjetska zveza je z gradnjo svoje industrije pocenila izdelke in zmanjšala povpraševanje, delavci s vzhoda so postali tudi konkurenčni.